# 内田麟太郎
内田 麟太郎（うちだ りんたろう、1941年2月11日 - ）は、日本の詩人、童話作家。

## 来歴・人物
1941年福岡県大牟田市生まれ。父は詩人内田博（本名・弘喜智）。大牟田市立中友小学校、大牟田市立松原中学校、福岡県立大牟田北高等学校卒業。
19歳にて上京。看板職人をしながら詩を書き始める。詩人遠地輝武、秋山清に私淑。『新日本詩人』『潮流詩派』を経て現在『方方』詩友、『騒』同人、『0』同人。詩集に「これでいいへら」潮流詩社、「あかるい黄粉餅」石風社、「なまこ饅頭」無極堂がある。
38歳より児童書を書き始める。
絵本『さかさまライオン』（絵本にっぽん賞）、絵本『うそつきのつき』（小学館児童出版文化賞）、絵本『がたごとがたごと』（日本絵本賞）、絵本『すやすやタヌキがねていたら』（日本絵本賞）、絵本『かあちゃんかいじゅう』（けんぶち絵本の里大賞）、絵本『ともだちできたよ』（日本絵本賞）、絵本『くじらさんのーたーめならえんやこーら』（日本絵本賞）、絵本『ひとのなみだ』（日本絵本賞）を受賞。童話『ふしぎの森のヤーヤー』（産経児童出版文化賞）推薦。絵本「おばけでんしゃ」スウェーデン版が翻訳絵本の部「ピーターパン賞」銀賞受賞。しょうねんししゅうに『きんぎょのきんぎょ』理論社、「ぼくたちはなく」PHP研究所（第15回三越左千夫少年詩賞）。「たぬきのたまご」銀の鈴社（第四回児童ペン大賞）。
「しっぽとおっぽ」岩崎書店がある。『おれたちともだち』シリーズはロングセラーになってる。
第55回児童文化功労賞受賞。第39回巖谷小波文芸賞受賞。日本児童文学者協会理事長（2016年5月〜2020年5月)。
福岡県大牟田大使。2021年10月1日に大牟田市動物園内に開館した「ともだちや絵本美術館」は、内田の尽力で降矢ななとの「ともだちや」シリーズの原画などを寄託・寄贈を受けて開館にこぎつけた。
長新太、今江祥智に私淑。言葉の魔術師といわれている。

## 絵本

### 絵本
- 「さかさまライオン」絵/長新太　童心社　1985年9月
- 「くるぞくるぞ」絵/長新太　童心社　1988年11月
- 「うみのしっぽ」　絵/長新太　童心社　1991年1月
- 「ぼくはぼくだよ」　絵/藤井克彦　あすなろ書房　1991年6月
- 「こいしがどしーん」　絵/長新太　童心社　1992年5月
- 「ちょっとだけ」　絵/梶山俊夫　くもん出版　1992年4月
- 「そらとぶアヒル」　絵/長新太　童心社　1995年5月
- 「くろねこニヤニヤ」　絵/かわむらふゆ　ルック　1995年1月
- 「あれってしつてる」　絵/かわむらふゆみ　ルック　1995年1月
- 「うそつきのつき」　絵/荒井良二　文溪堂　1996年4月
- 「はるまでおあずけ」　絵/村上康成　ベネッセ　1996年10月
- 「つぎは3丁目」　絵/長野ヒデ子　童心社　1996年11月
- 「こちょこちょ」　絵/長野ヒデ子　童心社　1996年7月
- 「ほっぺっぺ」　絵/長野ヒデ子　童心社　1996年7月
- 「おいでおいで」　絵/長野ヒデ子　童心社　1996年7月
- 「なつはうみ」　絵/村上康成　偕成社　1997年5月
- 「うみへいきたい」　絵/宮本忠夫　佼成出版社　1997年6月
- 「でたーっ」　絵/メグホソキ　国土社　1997年7月
- 「へんてこ島うた」　絵/高部晴一　パロル舎　1997年12月
- 「ともだちや」　絵/降矢なな　偕成社 1998年1月
- 「ひたひたどんどん」　絵/伊藤秀男　解放出版社　2000年2月
- 「ともだちくるかな」　絵/降矢なな　偕成社　1999年2月
- 「がたごとがたごと」　絵/西村繁男　童心社　1999年5月
- 「わらうだいじゃやま」　絵/伊藤秀男　石風社　1999年6月
- 「つれたつれた」　絵/石井聖岳　解放出版社　2000年2月
- 「あしたもともだち」　絵/降矢なな　偕成社　2000年10月
- 「ごめんねともだち」　絵/降矢なな　偕成社　2001年3月
- 「おはようぺろぺろ」　絵/みやざきひろかず　金の星社　2001年6月
- 「いただきますおいしいね」　絵/みやざきひろかず　金の星社　2001年6月
- 「ただいまいわないもん」　絵/みやざきひろかず　金の星社　2001年7月
- 「たかーいたかーい」　絵/本信公久　金の星社 2001年9月
- 「じてんしゃきこきこ」　絵/大橋重信　ビリケン出版　2001年9月
- 「そろそろぞろぞろ」　絵/藤枝リュウジ　金の星社 2001年9月
- 「ぶきゃ　ぶきゃ　ぶー」　絵/竹内通雅　講談社　2001年12月
- 「ともだちひきとりや」　絵/降矢なな　偕成社　2002年2月
- 「ワニぼうのこいのぼり」　絵/高畠純　文溪堂　2002年5月
- 「こわくない こわくない」　絵/大島妙子　童心社　2002年7月
- 「さびしいはさびしくない」　絵/田頭よしたか　教育画劇　2002年8月
- 「いろいろあってね」　絵/本信公久　くもん出版　2002年10月
- 「十二支のおはなし」　絵/山本孝　岩崎書店　2002年11月
- 「やまのむにゃむにゃ」　絵/伊藤秀男　佼成出版社　2002年11月
- 「しんじなくてもいいけれど」　絵/早川純子　ビリケン出版　2003年2月
- 「かあちゃんかいじゅう」　絵/長谷川義史　ひかりのくに　2003年4月
- 「ありがとうともだち」　絵/降矢なな　偕成社　2003年6月
- 「ワニぼうのかいすいよく」　絵/高畠純　文溪堂　2003年6月
- 「はくちょう」　絵/伊勢英子　講談社　2003年7月
- 「たぬきのおつきみ」　絵/山本孝　岩崎書店　2003年9月
- 「うみのむにゃむにゃ」　絵/伊藤秀男　佼成出版社　2003年12月
- 「ふくはうち　おにもうち」　絵/山本孝　岩崎書店　2004年1月
- 「ことば　どんどん1〜4」　写真/矢沢励 ほか　ひかりのくに　2004年1月
- 「なりました」　絵/山口マオ　すずき出版　2004年4月
- 「おかあさんに なるって どんなこと」　絵/中村悦子　PHP研究所　2004年4月
- 「おじいちゃんの木」　絵/村上康成　佼成出版社　2004年5月
- 「ねがいぼし かなえぼし」　絵/山本孝　岩崎書店　2004年6月
- 「かたちのおしゃべり」　絵/本信公久　くもん出版　2004年6月
- 「ねぇねぇ」　絵/長谷川義史　すずき出版　2004年10月
- 「あいつもともだち」　絵/降矢なな　偕成社　2004年10月
- 「さみしがりやのサンタさん」　絵/沢田としき　岩崎書店　2004年11月
- 「はるまでおあずけ」　絵/村上康成　ベネッセ　2004年11月
- 「ともだちできたら」　絵/石井聖岳　ベネッセ　2004年11月
- 「こんにちは　おにさん」　絵/広野多珂子　教育画劇　2004年12月
- 「わたしのおひなさま」　絵/山本孝　岩崎書店　2005年1月
- 「ワニぼうのゆきだるま」　絵/高畠純　文溪堂　2005年2月
- 「かあさんのこころ」　絵/味戸ケイコ　佼成出版社　2005年5月
- 「へいきへいき」　絵/竹内通雅　講談社　2005年5月
- 「ぽんぽん」　絵/畑中純　すずき出版社　2005年7月
- 「えんまとおっかさん」　絵/山本孝　岩崎書店　2005年7月
- 「とってもいいこと」　絵/荒井良二　クレヨンハウス　2005年9月
- 「おばあちゃんの花」　絵/村上康成　佼成出版社　2005年9月
- 「おでんさむらい　こぶまきのまき」　絵/西村繁男　くもん出版　2006年1月
- 「どうしたの」　絵/のぶみ　教育画劇　2006年1月
- 「ルサちゃんのさんぽみち」　絵/村上康成　佼成出版社　2006年3月
- 「かみさま全員集合」　絵/山本孝　岩崎書店　2006年10月
- 「友だちおまじない」　絵/降矢なな　偕成社　2006年11月
- 「かあさんから生まれたんだよ」　絵/味戸ケイコ　PHP研究所　2007年2月
- 「ワニぼうのやまのぼり」　絵/高畠純　文溪堂　2007年3月
- 「ちゃいます ちゃいます」　絵/大橋重信　教育画劇　2007年4月
- 「おばけでんしゃ」　絵/西村繁男　童心社　2007年6月
- 狂言絵本「ぶす」　絵/長谷川義史　ポプラ社　2007年7月
- 「ぽっかりつきがでましたら」　絵/渡辺有一　文研出版　2007年8月
- 狂言絵本「かきやまぶし」　絵/大島妙子　ポプラ社　2008年1月
- 「わらった」　絵/竹内通雅　絵本館　2008年3月
- 「おでんさむらい　しらたきのまき」　絵/西村繁男　くもん出版　2008年3月
- 「いつもいつもそうかな」　絵/下谷二助　すずき出版　2008年3月
- 「おばけの花見」　絵/山本孝　岩崎書店　2008年4月
- 「ごくらくねこ」　絵/大橋重信　佼成出版社　2008年5月
- 狂言絵本「かたつむり」　絵/かつらこ　ポプラ社　2008年6月
- 「きになるともだち」　絵/降矢なな　偕成社　2008年9月
- 「うまれてきたんだよ」　絵/味戸ケイコ　解放出版社　2008年10月
- 「ぎゅっとだっこ七五三」　絵/山本孝　岩崎書店　2008年10月
- 「おでんさむらい　ちくわのまき」　絵/西村繁男　くもん出版　2008年10月
- 「ありがとうサンタさん」　絵/かすや昌宏　女子パウロ会　2008年10月
- 「なのなの」　絵/大島妙子　童心社　2008年11月
- 狂言絵本「かみなり」　絵/よしながこうたく　ポプラ社　2008年12月
- 狂言絵本「うそなき」　絵/マスリラ　ポプラ社　2009年2月
- 「すやすやタヌキがねていたら」　絵/渡辺有一　文研出版　2009年3月
- 「なきすぎてはいけない」 絵/たかすかずみ　岩崎書店　2009年5月
- 「むしむしでんしゃ」　絵/西村繁男　童心社　2009年6月
- 「ありがとうしょうぼうじどうしゃ」 絵/西村繁男　童心社　2009年6月
- 「みさき」　絵/沢田としき　佼成出版社　2009年7月
- 「やまのバス」　絵/村田エミコ　佼成出版社　2009年9月
- 「おもいで」　絵/中野真典　イーストプレス　2009年9月
- 「やってきました」　絵/かわむらふゆみ　福音館　　2009年10月
- 「なりました」　絵/山口マオ　すずき出版　　2009年10月
- 「たこのたこ8さん」　絵/田中六大　くもん出版　　2009年11月
- 「まねっこでいいから」　絵/味戸ケイコ　瑞雲舎　　2009年12月
- 「ともだちごっこ」　絵/降矢なな　偕成社　2010年3月
- 「だんどん　だんどん」　絵/かつらこ　PHP　2010年4月
- 「『とうさん』」　絵/つよしゆうここ　ポプラ社　2010年5月
- 「おでんさむらい　ひやしおでんのまき」　絵/西村繁男　くもん出版　2010年6月
- 「かわ～いおつかい」　絵/こいでなつこ　あかね書房　2010年6月
- 「だれかがぼくを」　絵/黒井健　PHP　2010年8月
- 「とげとげ」　絵/佐藤茉莉子　童心社　2010年9月
- 「ありがとう もぐらのゲンさん」　絵/古川麻澄　童心社　2010年10月
- 「だが　しかし」　絵/西村繁男　文溪堂　2010年12月
- 「ことばどんどん」　絵/西村繁男　文溪堂　2010年12月
- 「お正月さん　ありがとう」　ひかりのくに　2010年12月
- 「みんな かわいい」　絵/梅田俊作　女子パウロ会　2011年4月
- 「うっとり はなに みとれたら」　絵/渡辺有一　文研出版　2011年4月
- 「イタチとみずがみさま」　絵/山本孝　岩崎書店　2011年6月
- 「これもむし　ぜんぶむし」　絵/齋藤隆夫　すずき出版　2011年9月
- 「はなの　はなうた」　絵/おぼまこと　絵本館　2011年9月
- 「ようちえんがばけますよ」　絵/西村繁男　くもん出版　2012年3月
- 「かっぱのこいのぼり」　絵/山本孝　岩崎書店　2012年4月
- 「よろしくともだち」　絵/降矢なな　偕成社　2012年5月
- 「おひげ　おひげ」　絵/西村敏雄　すずき出版　2012年6月
- 「ともだちできたよ」　絵/こみねゆら　文研出版　2012年9月
- 「あいうえおのえほん」　絵/西村繁男　童心社　2012年10月
- 「ぽにょり　ぽにょり」　絵/林家木久扇　今人舎　2012年10月
- 「なんだかへんなのね」　絵/岡山伸也　絵本塾出版　2013年4月
- 「おばけにょうぼう」　絵/町田尚子　WAVE出版　2013年4月
- 「くるぞくるぞ」　絵/長新太　童心社　2013年10月
- 「うみのしっぽ」　絵/長新太　童心社　2013年10月
- 「そらとぶアヒル」　絵/長新太　童心社　2013年10月
- 「こいしがどしーん」　絵/長新太　童心社　2013年10月
- 「タコのたこきちくん」　絵/西村繁男　小学館　2014年2月
- 「さっちゃんのてぶくろ」　絵/つちだのぶこ　金の星社　2014年2月
- 「おひざでだっこ」　絵/長谷川義史　童心社　2014年2月
- 「うみべのいす」　 絵・nakaban　　佼成出版社　2014年4月
- 「わらってる　わらってる」・内田麟太郎ほか　クレヨンハウス　2014年7月
- 「ないてる　ないてる」　 絵・内田麟太郎ほか　クレヨンハウス　2014年7月
- 「しょうてんがいはふしぎどおり」　 絵・村田エミコ　　佼成出版社　2014年7月
- 「いのちは」　 絵・たかすかずみ　　WAVE出版　2014年9月
- 「いいこねんね」　 絵・長谷川義史　童心社　2015年2月
- 「だれかさん」　 切り絵・今森光彦　アリス館　2015年4月
- 「このみち」　 絵・たかすかずみ　岩崎書店　2015年7月
- 「おばけもこわがるおばけ」　 絵・西村繁男　童心社　2015年8月
- 「いっすんこじろう」　 絵・加藤休ミ　WAVE出版　2015年9月
- 「ともだちのいす」　 絵・おくはらゆめ　くもん出版　2015年10月
- 「くじさんのー　たーめなら　えんやーこらー」 絵・山村浩二　すずき出版　2015年10月
- 「とおいほしでも」　絵/岡山伸也　絵本塾出版　2015年10月
- 「いつだってともだち」　絵/降矢なな　偕成社　2016年2月
- 「なみだはあふれるままに」　絵/神田瑞季　PHP　2016年2月
- 「ぼくだってトカゲ」　絵/市居みか　文研出版P　2016年5月
- 「こもりうた」　絵/山中　現　公文教育研究会　2016年6月
- 「たまたまタヌキ」　絵/高畠那生　佼成出版社　2016年11月
- 「ぶきゃぶかやぶー」　絵/竹内通雅　絵本館2016年11月
- 「ともだちなんかいらない」　絵/喜湯本のづみ　小学館　2017年2月
- 「うし」　絵/高畠純　アリス館　2017年7月
- 「さよならともだち」　絵/降矢なな　偕成社　2018年2月
- 「はるのごほうび」　絵/村上康成　鈴木出版　2018年3月
- 「うまはかける」　絵/山村浩二　文溪堂　2018年4月
- 「なくのかな」　絵/大島妙子　童心社　2018年4月
- 「とびますよ」　絵/にしむらあつこ　アリス館　2018年4月
- 「とろ　とっと」　絵・にししげ　くもん出版しむら
- しむら　くもん出版
- 「とりづくし」　え・いしせがしせい　すずき出版　2019ねねつきん

### 月刊絵本
- 「やってきました」絵/かわむらふゆみ　福音館書店 1991年
- 「たかーいたかーい」絵/本信公久　すずき出版 1992年
- 「まだまだまだ」絵/遠山繁年　すずき出版 1995年
- 「なりました」絵/山口マオ　すずき出版 1996年
- 「ないしょないしょ」すずき出版 1997年
- 「いつもいつもそうかな」絵/下谷二助　すずき出版 1999年1月
- 「そろそろぞろぞろ」絵/藤枝リュウジ　すずき出版 2000年
- 「これもむしぜんぶむし」絵/斎藤隆夫　すずき出版 2000年10月
- 「ころんじゃった」絵/和歌山静子　すずき出版 2002年2月
- 「あらあら」絵/川端理絵　すずき出版 2002年7月
- 「まねっこ」絵/はたよしこ　すずき出版 2003年3月
- 「ねぇねぇ」絵/長谷川義史　すずき出版 2003年6月
- 「ぽんぽん」絵/畑中純　すずき出版 2004年7月
- 「かくかくぐるぐる」絵/安西水丸　日本標準 2009年4月
- 「ぶたのともだち」絵/山口マオ　日本標準 2009年10月
- 「がくがく　ぐるぐる」絵/　日本標準 2008年12月
- 「いすがありました」絵/山口マオ　日本標準 2009年7月
- 「ぶたのともだち」絵/山口マオ　日本標準 2009年10月
- 「さっちゃんのてぶくろ」絵/つちだのぶこ　すずき出版 2014年1月
- 「くじらさんのー　たーめなら　えんやこーら」絵/村山浩二　すずき出版 2014年7月
- 「ぐるぐるぐる」絵/長野ヒデ子　すずき出版 2016年9月

## 紙芝居
- 紙芝居「たぬきのきつね」童心社　絵/夏目尚吾　1987年
- 紙芝居「ひとつめ」童心社　絵/福田庄助　1987年
- 紙芝居「でっかいぞでっかいぞ」童心社　絵/田島征三　2004年9月
- 紙芝居「ながぐつながぐつ」童心社　絵/長谷川義史　2008年12月
- 紙芝居「こんにちは」童心社　絵/山本祐司　2009年
- 紙芝居「はじめまして」童心社　絵/村上康成　2011年5月
- 紙芝居「おばけたまご」童心社　絵/大橋重信　2014年6月
- 紙芝居「おひるねですよ」童心社　絵/市居みか
- かみし「おばけのおまじない」　童心社　/はやかわ　2017ね７つきんんじゅんこばい

## 童話
- 童話「たべちゃった」太平出版社　1980年
- 童話「はらのむしのはらのむし」太平出版社　1981年9月
- 童話「どうぶつ語でしつれい」太平出版社　1981年12月
- 童話「魔法の勉強はじめます」童心社　1989年2月
- 童話「こっそりおてがみ」草土文化　1991年11月
- 童話「だれかにあったはずなんだ」草土文化　1991年11月
- 童話「魔法の勉強つづけます」童心社　1994年11月
- 童話「でっかいでっかい」PHP研究所　1999年3月
- 童話「ふしぎの森のヤーヤー」金の星社 2004年9月
- 童話「ぶたのぶたじろうさんは、いどをほることにしました。」クレヨンハウス 2006年4月
- 童話「ぶたのぶたじろうさんは、みずうみへしゅっぱつしました。」クレヨンハウス 2006年4月
- 童話「ぶたのぶたじろうさんは、はげやまへのぼりました。」クレヨンハウス　2006年11月
- 童話「ぶたのぶたじろうさんは、ふしぎなふえをふきました。」クレヨンハウス　2007年4月
- 童話「ぶたのぶたじろうさんは、ワシにさらわれました。」クレヨンハウス　2008年2月
- 童話「ふしぎの森のヤーヤー　思い出のたんじょう日」金の星社 2007年10月
- 童話「ねこの手かします」文研出版 2008年6月
- 童話「ぶたのぶたじろうさんは、クジラをたすけにいきました。」クレヨンハウス　2008年8月
- 童話「ふしぎの森のヤーヤー　なみだのひみつ」金の星社 2009年7月
- 童話「ぶたのぶたじろうさんは、あらしのうみにおそわれました。」クレヨンハウス　2009年7月
- 童話「ぶたのぶたじろうさんは、こわいみちにまよいこみました。」クレヨンハウス　2010年7月
- 童話「ねこの手かします　手じなしのまき」文研出版 2010年8月
- 童話「ぶたのぶたじろうさんは、だれかにてをふりました。」クレヨンハウス　2011年6月
- 童話「ふしぎの森のヤーヤー　ブリキ男よ　しあわせに」金の星社 2011年11月
- 童話「ねこの手かします　たこやきやのまき」文研出版 2012年6月
- 童話「ぶたのぶたじろうさんは、ふしぎなちずをひろいました。」クレヨンハウス　2012年8月
- 童話「なまえをかえましょ! まほうのはさみ 」(ことばって、たのしいな!) くもん出版　2012年10月
- 童話「ゴリラでたまご」WAVE出版 2013年2月
- 童話「ねこの手かします　かいとうゼロのまき」文研出版 2013年2月
- 童話「もしかしてぼくは」すずき出版 2013年7月童話
- 童話「ぶたのぶたじろうさんは、ゆめではないかとうたがいました。」クレヨンハウス　2013年9月
- 童話「ぶたのぶたじろうさんは、あいたいとうげへでかけました。」クレヨンハウス　2015年1月
- 童話「ねこの手かします　ねこじたのまき」文研出版 2015年2月
- 童話「イソップ物語」ポプラ社
- 読物「だじゃれことわざ変事件」文渓堂　1994年11月
- 読物「少年少女ネコしょくん！」国土社　1989年5月
- 読物「毒づき法師」佼成出版社　2000年5月
- 読物「ふこうばなし」佼成出版社　2000年5月
- 読物「ひとりずもう」佼成出版社　2000年6月
- 読物「あとずさり」佼成出版社 2000年7月
- 読物「二枚舌」佼成出版社 2000年7月
- 読物「だじゃらたっぷり宇宙大作戦」佼成出版社　2008年10月

## 海外版
- 絵本「あしたも　ともだち」韓国　2003年4月30日
- 絵本「さびしがりやのサンタさん」韓国　2005年12月
- 絵本「ともだちや」韓国　2007年6月21日
- 絵本「ごめんね　ともだち」韓国　2007年7月23日
- 絵本「あいつも　ともだち」韓国　2007年8月23日
- 絵本「さびしいはさびしくない」韓国　2009年4月
- 絵本「はくちょう」台湾　2005年5月　尖端出版
- 絵本「ともだちや」台湾　2006年10月　尖端出版
- 絵本「ともだちくるかな」台湾　2006年10月　尖端出版
- 絵本「ありがとう　ともだち」台湾　2007年9月　尖端出版
- 絵本「ねえ　ねえ」台湾　2007年4月　天下遠見出版
- 童話「不思議の森のヤーヤー」台湾　2009年3月　愛智出版
- 狂言絵本「秘密」（原題「ぶす」）中国　2009年7月　三之三文化事業
- 絵本「こわくない　こわくない」韓国　2006年11月
- 絵本「ぽん ぽん」韓国　2007年12月
- 絵本「あら　あら」韓国　2007年12月
- 絵本「やってきました」韓国　2009年10月
- 絵本「おばけでんしゃ」スウェーデン　2009年
- 絵本「なりました」韓国　2010年2月
- 絵本「おかあさんになるってどんなこと」韓国　2010年9月
- 絵本「まねっこ」韓国　2010年10月
- 絵本「かあさんのこころ」韓国　2010年10月
- 絵本「おれたちともだち」シリーズ8巻　中国　江西科学技術出版社　2011年3月
- 絵本「なきすぎてはいけない」韓国　2012年7月
- 絵本「ねえねえ」韓国　2012年10月
- 絵本「ねえねえ」中国　二十一世紀出版　2012年10月
- 絵本「たかーい　たかーい」韓国　2013年11月
- 絵本「ようちえんがばけますよ」台湾　2014年3月
- 絵本「ようちえんがばけますよ」中国　成都時代出版社　2014年4月
- 絵本「こいしが　どしーん」中国　 幼獅文化事業股份有限公司 2015年2月
- 絵本「なんだかへんなのね」中国　北京聯合出版有限公司　2015年10月
- 絵本「おかあさんになるってどんなこと」中国　北京聯合出版公司　2015年7月
- 絵本「くじさんのー　たーめなら　えんやーこらー」フランス　nobi-nobi 2015年12月
- 絵本「おひざでだっこ」中国　広西師範大学出版社　2016年1月
- 絵本「おかあさんになるってどんなこと」ベトナム　2016年3月
- 絵本「ともだちや」台湾　2016年6月　青林国際出版
- 絵本「よろしくともだち」台湾　2016年6月　青林国際出版
- 絵本「ごめんねともだち」台湾　2016年6月　青林国際出版
- 絵本「なきすぎてはいけない」中国　貴州人民出版社　2016年10月
- 絵本「なきすぎてはいけない」台湾　2016年10月　日月文化出版
- 絵本「おれたちともだちシリーズ・全10巻」　　中国　2017年4月　精華大学出版社
- 絵本「このみち」台湾　2017年5月　日月文化出版
- 絵本「おかあさんになるってどんなこと」フランス　2017年10月
- 絵本「孫悟空」　　中国　2018年01月　小熊出版
- 絵本「がたごとがたごと」　　中国　2018年01月　北京科学技術出版社
- 絵本「むしむしでんしゃ」　　中国　2018年01月　北京科学技術出版社
- 絵本「おばけでんしゃ」　　中国　2018年01月　北京科学技術出版社
- 絵本「なみだはあふれるままに」中国　とう人民出版社　281710月
- 絵本「このみち」韓国　2018年9月
- 絵本「こわくない　こわくない」 中国　四川文芸出版社　2018年9月
- 絵本「くじらさんの～た～めな　えんや～こら～」　台湾　東方出版　2018年11月
- えほ「おひげ　おひげ」　ちゅ　うぶしゅっ　2019ね4つきんぱんしゃたみうごくん
- 2018/09現在　67冊

## 文庫・詩集・エッセイなど
- 現代童話v　福武文庫　1991年
- 新潮現代童話館1　新潮文庫　1991年絶版
- 日本の童話名作選　現代篇　講談社文芸文庫　2008年12月
- 日本一みじかい詩の本　伊藤英治/編　岩崎書店　2004年1月
- 詩アンソロジー「続・一篇の詩があなたを強く抱きしめる時がある」水内喜久雄/編　PHP研究所　2011年7月
- エッセイ「絵本があってよかったな」架空社　2006年8月
- 詩集「これでいいへら」潮流出版社　1971年
- 詩集「内田麟太郎詩集」青磁社　1979年
- 詩集「あかるい黄粉餅」石風社　1996年
- 詩集「なまこ饅頭」無極堂　2005年9月
- 少年詩集「うみがわらっている」銀の鈴社　2000年
- 少年詩集「きんじょのきんぎょ」理論社 2006年9月
- 少年詩集「ぼくたちはなく」PHP 2010年1月
- 少年詩集「しっぽとおっぽ」岩崎書店 2012年5月
- 少年詩集「まぜごはん」銀の鈴社 2014年5月
- 少年詩集「たぬきのたまご」銀の鈴社 2017年10月

## 参考資料
- 内田博『内田博全詩集』青磁社、1978年
- 阿部圭司（編）『内田博 詩と人生』無極堂、2007年
- 『ざわざわ』3号（特集・ 内田麟太郎）草創の会（編集）・四季の森社（発売）、2016年